# Milo (Włochy)
Milo – miejscowość i gmina we Włoszech, w regionie Sycylia, w prowincji Katania.
Według danych na rok 2004 gminę zamieszkiwały 1104 osoby, 61,3 os./km².